# 盧運昌
盧運昌，生卒不詳，山東省濟南府陵縣（今山東省陵縣）人，清朝政治人物，同進士出身。

## 生平
崇禎十二年（1639年）己卯科山東鄉試舉人。清順治六年（1649年），登三甲二七五名進士。順治六年，授荊州府彝陵州遠安縣知縣。